# Beam & Yanou
Beam & Yanou war ein deutsches Trance-Projekt, bestehend aus Michael Urgacz (Beam; † 2022) und Yann Peifer (Yanou).

## Karriere
1997 als Michael Urgacz und Yann Peifer zusammen das Projekt Beam & Yanou gründeten, hatte Michael Urgacz bereits einige Erfahrungen mit Musikprojekten wie Dancefloor Syndroma oder Move 2 Groove gesammelt. Auch hatte er einige Remixe der schottischen Sängerin Maggie Reilly produziert. Zusammen produzierten Beam & Yanou fünf Singles, die allesamt Platzierungen in den deutschen Singlecharts erreichten. Am erfolgreichsten war sie Single Rainbow of Mine, die auf Platz 30 in den deutschen Singlecharts kam und Platz 77 in der Schweizer Hitparade erreichte. Sound of Love war 2000 die Hymne des Musikfestivals Nature One.
Die Single Free Fall war 2001 die letzte gemeinsame Produktion des Duos, dessen Wege sich in der Folge trennten. Beide hatten danach mit verschiedenen Musikprojekten noch weitere Erfolge. Yanou produzierte 2001 in Zusammenarbeit mit DJ Sammy und der niederländischen Sängerin Do den Nummer-eins-Hit Heaven. Weitere internationale Erfolge hatte er später mit dem Eurodance-Projekt Cascada sowie mit dem Dance-Projekt R.I.O. Beam hatte einige Charterfolge mit dem Trance-Projekt Beam vs. Cyrus und veröffentlichte einige Produktionen unter BEAM, Michael Urgacz, Michael Urgacz VS Sean Tyas, JamX, Beam & Vace und machte zahlreiche Remixe für Künstler wie Robbie Williams, Kim Wilde, Cosmic Gate, Queen, Airscape, Des Mitchell, Lange und viele andere.

## Diskographie

### Singles
- 1997: On Y Va
- 1998: Paraíso
- 2000: Rainbow of Mine
- 2000: Sound of Love
- 2001: The Free Fall

### Remixe
- 1997: Encore! – Le Disc-Jockey
- 1997: Da Bomb – The Original
- 1998: In-Mood feat. Juliette – Deeper than Deep
- 2000: E Nomine – E Nomine
- 2000: Cosmic Gate – Somewhere Over the Rainbow
- 2000: Mark ’Oh pres. Daisy Dee – Love Is the Answer